# Factor d'empaquetament atòmic
En cristal·lografia, el factor d'empaquetament atòmic (FEA), en anglès: Atomic packing factor, APF, és la fracció de volum d'una cel·la unitat que està ocupada per àtoms.